# Bournandel
Le Bournandel est un ruisseau français qui coule dans le département du Cantal. Il prend sa source dans les monts du Cantal et se jette dans l’Alagnon en rive gauche. C’est donc un sous-affluent de l’Allier puis de la Loire.

## Géographie
Le ruisseau est issu de plusieurs rus provenant de la montagne de la Vacherie de Golneuf entre Laveissière et Dienne. Ils se réunissent dans une zone marécageuse  au niveau du col d'Entremont pour former le ruisseau de la Chevade. Celui-ci s'oriente sud-est et prend le nom de Bournandel au niveau de Chastel-sur-Murat. Il s'enfonce dans des gorges, passe au niveau de Super-Murat et rejoint l'Alagnon en rive gauche à Murat.

## Communes traversées
D'amont en aval, le ruisseau traverse les communes suivantes, toutes situées dans le département du Cantal.
- Dienne
- Chastel-sur-Murat
- Murat

## Affluents
Le ruisseau a un seul affluent référencé qui n'a pas de nom connu.